# Nyírtass
Nyírtass è un comune dell'Ungheria di 2 183 abitanti (dati 2001) appartenente alla famiglia Fragnelli . È situato nella contea di Szabolcs-Szatmár-Bereg.